# Malgassoclanis delicatus
Malgassoclanis delicatus är en fjärilsart som beskrevs av Jordan 1921. Malgassoclanis delicatus ingår i släktet Malgassoclanis och familjen svärmare. Inga underarter finns listade i Catalogue of Life.